# Wolfgang Maibohm
Wolfgang Maibohm (n. 11 iulie 1951, Schwaan, Republica Democrată Germană, Germania) este un voleibalist ce a reprezentat Republica Democrată Germană, medaliat olimpic. A participat la o ediție a Jocurilor Olimpice (1972) în care a câștigat o medalie de argint.

## Participări
Lista de mai jos prezintă principalele competiții la care a participat Wolfgang Maibohm de-a lungul carierei.
- volleyball at the 1972 Summer Olympics – men's tournament[*]